# Bryan Adams (hockey sur glace)
Pour les articles homonymes, voir Bryan Adams (homonymie) et Adams.
Bryan William Adams (né le 20 mars 1977 à Fort St. James dans la province de la Colombie-Britannique au Canada) est un joueur professionnel de hockey sur glace.

## Carrière
Adams devient en 1999 un des premiers joueurs de l'histoire des Thrashers d'Atlanta à signer un contrat à titre d'agent libre avec eux. Après quatre saisons passées avec les Spartans de Michigan State de la Central Collegiate Hockey Association, division de la National Collegiate Athletic Association, Adams se joint alors au club-école des Thrashers, les Solar Bears d'Orlando de la ligue internationale de hockey.
Après trois saisons passé dans l'organisation des Thrashers, et n'ayant pas été en mesure de se décrocher un poste au sein du grand club il accepte en 2002 un contrat d'une saison avec les Red Wings de Détroit où il rejoint alors le club affilié des Wings dans la Ligue américaine de hockey, les Griffins de Grand Rapids.
Au terme de cette saison, il quitte l'Amérique et se joint aux Iserlohn Roosters de la Deutsche Eishockey-Liga en Allemagne. Il reste avec ceux-ci durant trois saisons avec de s'aligner en 2006 avec l'équipe de Kölner Haie. À l'été 2010, il rejoint le EHC Munich.

## Statistiques
| Saison     | Équipe                     | Ligue      |    | Saison régulière | Saison régulière | Saison régulière | Saison régulière | Saison régulière |   | Séries éliminatoires | Séries éliminatoires | Séries éliminatoires | Séries éliminatoires | Séries éliminatoires |
| Saison     | Équipe                     | Ligue      | PJ | B                | A                | Pts              | Pun              | PJ               | B | A                    | Pts                  | Pun                  |                      |                      |
| 1995-1996  | Spartans de Michigan State | CCHA       | 42 | 3                | 8                | 11               | 12               |                  |   |                      |                      |                      |                      |                      |
| 1996-1997  | Spartans de Michigan State | CCHA       | 29 | 7                | 7                | 14               | 51               |                  |   |                      |                      |                      |                      |                      |
| 1997-1998  | Spartans de Michigan State | CCHA       | 31 | 9                | 21               | 30               | 39               |                  |   |                      |                      |                      |                      |                      |
| 1998-1999  | Spartans de Michigan State | CCHA       | 42 | 21               | 16               | 37               | 56               |                  |   |                      |                      |                      |                      |                      |
| 1999-2000  | Thrashers d'Atlanta        | LNH        | 2  | 0                | 0                | 0                | 0                |                  |   |                      |                      |                      |                      |                      |
| 1999-2000  | Solar Bears d'Orlando      | LIH        | 64 | 16               | 18               | 34               | 27               | 4                | 0 | 1                    | 1                    | 6                    |                      |                      |
| 2000-2001  | Thrashers d'Atlanta        | LNH        | 9  | 0                | 1                | 1                | 2                |                  |   |                      |                      |                      |                      |                      |
| 2000-2001  | Solar Bears d'Orlando      | LIH        | 61 | 18               | 28               | 46               | 43               | 16               | 3 | 4                    | 7                    | 20                   |                      |                      |
| 2001-2002  | Wolves de Chicago          | LAH        | 64 | 10               | 17               | 27               | 25               | 5                | 0 | 0                    | 0                    | 2                    |                      |                      |
| 2002-2003  | Griffins de Grand Rapids   | LAH        | 74 | 8                | 17               | 25               | 3                | 13               | 2 | 0                    | 2                    | 4                    |                      |                      |
| 2003-2004  | Iserlohn Roosters          | DEL        | 44 | 15               | 15               | 30               | 107              |                  |   |                      |                      |                      |                      |                      |
| 2004-2005  | Iserlohn Roosters          | DEL        | 39 | 11               | 15               | 26               | 64               |                  |   |                      |                      |                      |                      |                      |
| 2005-2006  | Iserlohn Roosters          | DEL        | 48 | 13               | 22               | 35               | 80               |                  |   |                      |                      |                      |                      |                      |
| 2006-2007  | Kölner Haie                | DEL        | 59 | 9                | 24               | 33               | 80               | 7                | 2 | 1                    | 3                    | 6                    |                      |                      |
| 2007-2008  | Kölner Haie                | DEL        | 54 | 10               | 19               | 29               | 86               | 14               | 1 | 1                    | 2                    | 8                    |                      |                      |
| 2008-2009  | Kölner Haie                | DEL        | 49 | 11               | 8                | 19               | 40               |                  |   |                      |                      |                      |                      |                      |
| 2009-2010  | Kölner Haie                | DEL        | 55 | 12               | 10               | 22               | 73               | 3                | 1 | 2                    | 3                    | 8                    |                      |                      |
| 2010-2011  | EHC Munich                 | DEL        | 52 | 8                | 12               | 20               | 20               | 1                | 0 | 0                    | 0                    | 0                    |                      |                      |
| 2011-2012  | EHC Munich                 | DEL        | 21 | 2                | 4                | 6                | 8                |                  |   |                      |                      |                      |                      |                      |
| 2012-2013  | EHC Munich                 | DEL        | 51 | 6                | 10               | 16               | 22               |                  |   |                      |                      |                      |                      |                      |
| Totaux LNH | Totaux LNH                 | Totaux LNH | 11 | 0                | 1                | 1                | 2                |                  |   |                      |                      |                      |                      |                      |

## Honneurs et trophées
Ligue internationale de hockey
- Vainqueur de la Coupe Turner en 2001.

## Transactions en carrière
- 6 juillet 1999 ; signe à titre d'agent libre avec les Thrashers d'Atlanta.
- 5 août 2002 ; signe à titre d'agent libre avec les Red Wings de Détroit.
- 8 août 2003 ; signe à titre d'agent libre avec Iserlohn Roosters de la Deutsche Eishockey-Liga.